# Finger Lakes
Finger Lakes − grupa jezior w zachodniej części stanu Nowy Jork.
W regionie znajduje się 11 jezior. Nazwa regionu pochodzi od długiego, wąskiego kształtu i równoległego ułożenia w osi północ-południe, które przypominało pierwszym kartografom palce dłoni (ang.: Finger – palec). Najdłuższe z jezior, jezioro Cayuga ma ok. 61 km długości, podczas gdy jego szerokość nie przekracza 6 km. Natomiast największą powierzchnię i głębokość (188 metrów) ma jezioro Seneca. Najmniejszym z jezior jest jezioro Canadice, którego powierzchnia wynosi 2,63 km².

## Jeziora według powierzchni[3]
1. Seneca
2. Cayuga
3. Keuka
4. Canandaigua
5. Skaneateles
6. Owasco
7. Conesus
8. Otisco
9. Hemlock
10. Honeoye
11. Canadice

## Historia
Jeziora powstały podczas ostatniego zlodowacenia, ok. 2 mln lat temu.
Tereny Finger Lakes zamieszkiwane były przez Irokezów przez ponad tysiąc lat przed pojawieniem się pierwszych białych osadników. Wiele z obecnych nazw jezior oraz miejscowości pochodzi od języka rdzennej ludności.
Po wybuchu wojny o niepodległość Stanów Zjednoczonych większość Irokezów stanęła po stronie Brytyjczyków, przez co zostali oni wypędzeni z terenów Finger Lakes poprzez ataki Armii Kontynentalnej. Po zakończeniu wojny wiele weteranów otrzymało na własność grunty wokół jezior, łącznie o powierzchni ok. 4050 km². Rozpoczęto rozbudowę infrastruktury przemysłowej i rolniczej, które obecnie są jednymi z filarów gospodarki regionu.
Unikalny moderowany przez jeziora mikroklimat obszaru Finger Lakes, rodzi doskonałe warunki do upraw winorośli chłodnego klimatu, dzięki czemu region ten znany jest z produkcji wysokiej jakości wina Riesling, które w odmianie pochodzącej z tego regionu, cenione jest za swoją czystość smaku i mineralność.